# 325. strelska divizija (ZSSR)
325. strelska divizija (izvirno rusko 325. стрелковая дивизия; kratica 325. SD) je bila strelska divizija Rdeče armade v času druge svetovne vojne.

## Zgodovina
Divizija je bila ustanovljena oktobra 1941 in aprila 1943 je bila preoblikovana v 90. gardno strelsko divizijo. Ponovno je bila ustanovljena maja 1943 iz 23. in 54. strelske brigade.